# ナショナルキッド
『ナショナルキッド』（英：National Kid）は、1960年8月4日から1961年4月27日まで日本教育テレビ（NETテレビ：現・テレビ朝日）系で放送された東映製作の特撮番組、および劇中の主人公であるヒーローの名前。モノクロ作品。東映が手掛けた初のSF特撮作品である。
日本でも放送されたアメリカの人気テレビ番組『スーパーマン』に触発された「空飛ぶヒーローもの」。キッドの飛行シーンなどで、当時としては高品質な特撮技術が使われている。

## 解説
「ナショナル」こと松下電器産業株式会社（現社名：パナソニック株式会社）が、「子供たちに科学に対する興味を持たせたい」との方針で、破格の予算を投じて単独スポンサーをつとめた。オープニング映像では、ナショナルの電飾広告塔をバックに空を飛ぶキッドの姿が使われるほか、番組提供の「松下電器」の文字とナショナルの広告塔が重ねられ、また劇中でキッドが使用するエロルヤ光線銃がナショナルの懐中電灯と同じ形で、電器屋でナショナルの電球を買うとキッドのメダルがもらえる等、かなり徹底したタイアップとマーチャンダイジングが行われた。
タイトルロゴも俗に「ナショ文字」と呼ばれる､当時の松下のロゴと同じ書体だったが､通常松下の単独スポンサー番組のオープニングで使われていた「明るいナショナル」は、同番組では使用されていない。当初番組題名も、ナショナルが1954年（昭和29年）に発売開始した「ハイパー乾電池」に因んで、『ハイパーキッド』のタイトルで企画されていた。
特撮面では通常のブルーバックではなく、赤いホリゾントを使った白黒フィルム用の合成トラベリング･マットの手法が使われ、「ワンカットで宙に浮き、飛んでいくインカ金星人」や、多彩なメカニック、ミニチュア特撮の描写など、当時のテレビ特撮のレベルを超えた本格的な特撮が画面を彩った。円盤の背景で登場する国会議事堂や世界各国の建造物は、写真を引き伸ばして板に張り付ける書割の手法で撮影された。当時、日米安全保障条約を巡って国会が紛糾し、国会議事堂周辺では、連日、デモが行われていたため、国会議事堂の撮影には苦労したという。
制作には海外展開も見据えており、ブラジルでは1960年代から軍事政権によって全てのヒーロー特撮が放送禁止されるまで放送され､現在でも知名度は高く､日本に先行してDVDが販売されている｡
特撮専門誌である季刊「宇宙船」第四号（1980）では、小池淳等制作関係者に詳細なインタビューを行い、舞台裏について紹介している。松下電器では、視聴者である子どもたちへの科学の啓蒙に期待していたため、ドラマの内容には不満だったという。メイン監督をつとめた小池淳は、CSの特別番組の中で池田憲章よりインタビューを受けた際にも、「制作を請け負ったのが東映だったために、科学的でないドラマになった」と語っている。第一部の視聴率は振るわず、第二部では視聴年齢を下げ、「幼稚園の児童でも分かる内容」をめざしたが、スポンサーから視聴率不振を理由に第二部での打ち切りを通告され、放映回数も短縮された。ところが第二部に入って視聴率も好転したため、出演俳優を一部交代し、第三部を制作することになった。本来は第三部で終了する予定だったが、次回作の「少年ケニヤ」のアフリカロケが遅れたため、第三部の後半五回分に急遽制作した四回分を付け足して第四部として放映した。第三部では原作として、戦前、少年向けの科学小説で人気を集めた海野十三が突然、クレジットされている。実際には地底王国の設定の際に、一部の作品を参考にした程度だという。

## 登場人物・キャラクター
ナショナルキッド
三万光年彼方のアンドロメダからやってきたスーパーヒーロー。地球では科学者・旗竜作（はた りゅうさく）と姿を変えて活動しているが、第1話で少年探偵グループに手渡した「マジックラジオ」の通信を聞くと、どこからともなく空を飛びながらやってきて悪を相手に活躍する。武器は名称不明の光線銃とエロルヤ光線銃。格闘能力にも長けており、海底でも自由に活動できる無敵の超人である。第一人称は「わたくし」で、言動は敵味方区別せず非常に礼儀正しい。
弱点は「ラジューX」という放射線で、これを浴びせられ、電撃を受けると超能力を失って無力化してしまう。また「磁気メタル」製の手枷足枷からは脱することができない。
衣装は第一部では仮面（目の覆い）が薄い素材で、覗き穴が吊り目で素通しになっており、またブーツがくるぶしの上までしかない。第二部以降からは、仮面が厚いプラスチック状になり、覗き穴の角度もゆるくなり、黒い透明素材が入れられている。ブーツもひざ下までの長いものに変更された。
この衣装は仮面（目の覆い）をつけただけで、顔を露出しており、主演の小嶋一郎および巽秀太郎自身が実際に衣装を着けて演技していた。当時『ぼくら』誌では、グラビア特集で目の覆いを外したキッドの衣装を着けた小嶋のスナップが掲載されていた。ナショナルキッドの衣装の色は白黒画面で判然としないが、本作品の監督を務めた小池淳によると、頭が金色、胴が青色、「N」のマークが赤色、マント、手袋、靴が銀色、タイツが濃いグレーであった、とインタビューで証言しており、フィギュアなどでもその色設定が再現されている。
最終回では、自分の正体を明かして、子どもたちが見送る中、宇宙に帰還する。
エロルヤ光線銃
キッドが使用する光線銃。一瞬のうちに地球の引力をゼロにしてしまうほどの強力な磁力線の作用と反重力作用を兼ねた万能のエロルヤ光線を発射する。
旗竜作 / ナショナルキッド - 小嶋一郎（第1部、第2部）、巽秀太郎（第3部、第4部）
先年物故した世界的権威の科学者・旗まさちか博士の孫で、宇宙研究所所長を務めている青年科学者。少年探偵グループからは「先生」と呼ばれ親しまれている。最終回でその正体がナショナルキッドであることが明かされ、他天体から来た遊星人と判明する。ピンチになるとナショナルキッドに変身するが、それが明確に描かれたのは最終回の正体を明かすシーンのみで、通常は旗とナショナルキッドが同時に映らず、両者の行動が繋がっていることで示唆されるのみとなっている。
旗竜作役は第1・2部の小嶋一郎から、第3部以降は巽秀太郎に変更されるが、小池淳は後年その理由について、「こういう番組の主人公は健康的じゃなくてはいけないでしょ。そういった点で小嶋くんはイメージに合わなかったからです」と説明している。
小畑尚子 - 志村妙子 （太地喜和子）
旗青年の助手で、宇宙研究所を切り盛りして食事や家事一切を引き受けている女性。愛称は「チャコ」。
永野英樹博士 - 斎藤紫香
旗青年に力を貸す科学者。第1部では「水野博士」だったが、第2部以降は「永野博士」に役名が変更された。自宅に「永野理化学研究所」を構えている。
永野良子（よしこ） - 阿久津克子→橋本恵美子
永野博士の娘。旗青年たちに協力する。
高倉警部 - 河合絃司
警視庁の刑事で、旗青年に全幅の信頼を置いており、事件の際には常に協力を仰いでいる。非常に人情家。
土居警部補 - 岩上瑛
高倉警部の部下で、旗青年に協力する。
根田助手 - 田口耕平
永野博士の助手。
浜村飛行士 - 亀井明
旗の旧友で、セスナ機のパイロット。少年探偵グループと共に事件に巻き込まれる。第3部から登場。
小池によれば扮する亀井明は、巽秀太郎と共にオーディションの最終選考に残り、「亀井くんのキャラクターが捨て難がったから」と語っている。
少年探偵グループ
「城北大学付属三笠小学校」に通い、旗の研究所に出入りしている10人ほどの小学生たちで、子供ながらに事件に関わっていく。揃いの黒キャップ、ジャンパーにキッドの顔の意匠のバッジを着け、半ズボンに黒タイツを履いている。メンバーのうち大谷蔵三と吾郎の兄弟は身寄りのない孤児で、旗が研究所に引き取っている。
小畑幸男 - 福島卓（第1部、第2部）、小森甲二（第3部、第4部前編）、朝見朗（第4部後編）
尚子の弟で少年探偵グループのリーダーを務める少年。ケンカの絶えない他メンバーを纏めている。
武部友宏 - 木村英世

大谷蔵三 - 清水徹（第1部、第2部）、山本哲平（第3部、第4部）
愛称は「グラちゃん」で、グループ内では最も食欲が強い。

大谷吾郎 - 原一夫（第3部、第4部での表記は原一男)
グループ内の最年少。しっかり者ぶっておりよく兄の蔵三をからかっている。

山口京子 - 岡田みどり（第1部 - 第4部前編）、斉藤麻美子（第4部後編）
男勝りな気の強い性格の紅一点。

### 第1部「インカ族の来襲」
「地球人の無謀な核使用を止めさせる」として、金星からインカ人が飛来。地球人を宇宙の敵と決めつけて全滅させるために暗躍を始める。
山田博士 - 山口勇
国際原子科学研究所長。原子力研究の指導者で水野博士の仮説に否定的。インカ金星人によって尖兵にされてしまう。
山田つね子 - 本間千代子（山田博士の娘）
キンタ - キンタ・フォン・フクゾノ
つね子が飼っている愛犬。
インカ金星人
巨大円盤「スカウ」をはじめとする宇宙艇を使って地球に来襲する。空中を自由に飛ぶことが出来、「アヴィカの神」を信奉していて、宇宙艇にも祭壇がしつらえてある。敬礼は両手を胸の前で交差させ、「アヴィカ！」と唱えるもの。
一般兵士は胸に「Z」型のマークを付けた黒づくめの服を着ており、顔は白塗りにお歯黒、金属色の目張りというメイクである。相手の頭に洗脳液を注射して洗脳する。掲載誌『ぼくら』では、「Z団」と紹介されている。日本人の姿に変装することが出来るが、体から発する特殊な放射線が物質を破壊し腐らせてしまうため見破られてしまった。目的のためならば手段は選ばないが、その一方で子供相手にも丁寧に接する面がある。
弱点は地球の細菌であり、48時間以上地球の大気に触れていると死滅してしまう。
最後はキッドのエロルヤ光線銃によって円盤を爆破されて全滅する。
彼らが搭乗していた母艦のミニチュアは東映テレビプロダクションの倉庫に保管されていたことから、後に『キカイダー01』における空中戦艦への流用を経て、『宇宙刑事ギャバン』でもボイサーの宇宙船として流用されることになった。
アウラ（インカ金星人隊長） - 野川美子
ヴィマナ、カビアの上司。残酷な行動を取るが、言葉づかいは非常に丁寧。
ヴィマナ（インカ金星人幹部） - 片山滉
カビア（インカ金星人幹部） - 久保一
インカ金星人 - 八名信夫、他
全宇宙代表団
11話で、スカウ母艦に召集された宇宙人の代表団。地球人の無謀な核開発を宇宙侵略と捉え、地球人全滅を決議する。全員アビカ神を信奉している。
ドン・アトリシム（火星人代表） - 潮健児
全宇宙代表団に参加した、火星代表。ただ一人地球人との講和を主張する。磁気メタルの枷に捉われたキッドを開放し、インカ人が開発した対キッド用最終兵器「火炎銃α(アルファ)」への抵抗力をキッドに授けた。胴体衣装は七色仮面のものを流用している。

### 第2部「海底魔王ネルコン」
海底から来た海底人シーラカンスは、海底で平和な生活を送っていた。ところが、海底魔王ネルコンにそそのかされ、地上を支配するために地上への攻撃を始めた。
海底人シーラカンス
古代魚シーラカンスが人間のように進化したもの。深度1万メートルの海底に海底都市を築いている。顔はコモドオオトカゲのようで、身体はアメリカ映画『大アマゾンの半魚人』の半魚人に似ており、人語を解し、人間に化けることが出来る。普段は制服として、三角頭巾の黒い長衣を着ている。女性の海底人は登場しなかった。
細胞分裂によって分身が出来、東京タワーから落下しても平気な強い身体をしている。口から熱戦を吐いてビルでも木っ端微塵に破壊し、鋭い爪と水かきのついた三本指からなんでも溶かす溶解液を分泌する。死ぬと泡になって溶けてしまう。
本来は平和を愛する民であるが、海底魔王ネルコンに支配されて地上を襲うようになった。最終回ではついに冷酷なネルコンに対して反旗を翻し、地球の危機を救い海底に戻っていく。
フィッシュ1号 - 片山滉
真田博士になり済まして暗躍する海底人。捕虜にした少年探偵グループに情けをかけたために、ネルコンによって処刑された。
フィッシュ2号
魚に化け旗竜作の研究所に潜入した海底人。偽のレポートを掴まされたために、ネルコンによって処刑された。
フィッシュ3号 - 江澤信行
偽の真田博士の甥の「珊瑚」として暗躍する海底人の少年。「制服を着ずに謁見した」というだけでネルコンに処刑された。
フィッシュ4号 - 久保一
TVカメラマンに扮し永野博士の暗殺を目論んだ海底人。ナショナルキッドに敗れ逮捕されたが、3号の手引で留置所から脱走した。
フィッシュ5号（マグロ） - 高石義明
TV局員に扮し永野博士の暗殺を目論んだ海底人。作戦失敗後は、6号たちを指揮して尚子を誘拐した。
フィッシュ6号 - 渡辺淳二
フィッシュ7号（サンマ） - 河井一馬
フィッシュ8号（コンブ） - 野田邦夫
フィッシュ9号（ヒラメ） -
フィッシュ10号 - 田所三久夫
旗竜作のレポートを奪うべく永野理化学研究所に赴くが、壁に仕掛けられた電流網にかかり死亡した。
海底魔王ネルコン
白い三角頭巾をかぶった怪人物。海底人を思うままに操り、万能潜水艦「ギルトール」を使って地上を征服しようとする。残忍冷酷で、命令に背いた海底人は大人だろうと子供だろうと、理由のいかんを問わず熱線銃で処刑する。その正体は川村博士だった。最後はキッドに追い詰められて自殺する。
川村博士 - 久保春二
海洋研究の第一人者。永野博士と共に海底人からその命を狙われている。実際にはネルコン、その人だった。
真田博士 - 清水正
海洋学の権威だが、海底人に屋敷を乗っ取られて前線基地にされ、自身もフィッシュ1号にすり変わられて監禁されていた。
ギルトール
海底人が操る、アンコウのような形をした高性能潜水艦。

### 第3部「地底魔城」
地底人が地上侵略を開始。旗にメッセージを伝えようとした海底人が次々に殺される。旗青年は謎の円盤と相次ぐ地震、都民の行方不明事件の裏に地底人ありとにらむ。
地底人
日本の地底に人工太陽によって栄える巨大都市を建設した地底人類。吉見百穴に秘密のルートがある。第二部で登場した海底人の都市を滅ぼしてしまった。宇宙も航行できる円盤や、真空管のような形をした「地底戦艦」を多数備え、ナショナルキッドとの駆け引きで、この地底戦艦で火星に逃れる。軍服を着用し、胸元で水平に右手を掲げて敬礼する。兵士は髑髏のマークのついた鍔なしの軍帽をかぶっている。
ヘルンシュタイン総統（地底人） - 松山浩二
地底人の総統。人工太陽を維持する地下資源が枯渇したため、地上を征服しようとする。
黒岩博士（地底人） - 片山滉
世界的な原子エネルギー研究者で、フロックコートにステッキの怪紳士。地球人に紛れ込んだ地底人のスパイ。
アンナ（地底人） - 野川美子
ヘルンシュタインの秘書。
緑川剛介 - 曽根秀介
「山の友の会」の写真家で、黒眼鏡にちょび髭の好人物。日本アルプス山中の地底人の円盤基地を8mmフィルムに収めたため地底人に襲われたところをキッドに救われる。東京で講演上映会を開くが、円盤が写っていたため地底人に襲われる。
佐野かおる - 桜井悦子
緑川の助手。地底人基地を撮影するが、キッドの写った部分はエロルヤ光線で無感光処理されてしまった。緑川とともに事件に鼻を突っ込み地底人に拉致される。

### 第4部「謎の宇宙少年」第一回 - 第五回
地底戦艦で三万光年彼方の遊星マゼランに逃れたヘルンシュタインは、マゼランの大統領に謁見し、「地球人類は全宇宙の害虫である」と煽動し、地球人を殲滅させようと企てる。
マゼラン大統領 - 滝謙太郎
遊星マゼランの大統領。ヘルンシュタインに欺かれ、地球攻撃を準備。地球に円盤で飛来するが、子供たちの友情に感動して地底人を殲滅する。
第一参謀 - 三木宏祐
大統領の側近。慎重派で、大統領以下がヘルンシュタインの意見に賛同し、地球人殲滅を準備するのをとどまらせ、4日の期限をもらって息子（宇宙少年）をまず地球に派遣させる。
ヘルンシュタイン総統 - 松山浩二
マゼラン人を騙して地球攻撃の準備をさせ、裏切り者の黒岩博士を再び起用して人間改造作戦を進める。最終話で黒岩に裏切られ拘束されるがマゼラン円盤によって地底戦艦ごと消滅。
黒岩博士 - 片山滉
核実験を繰り返し、敵対するアリア国とロンド国の調停のため来日した地球連邦のマリック長官に入れ替わって化け、要人を誘拐しては「人間改造機」で洗脳し、ロボットにして操り、日本を窮地に立たせる。最終話でヘルンシュタインを裏切り全権を掌握する。
宇宙少年（大空太郎） - 松川清
第一参謀の息子で、地底人の策謀により、地球の実情調査に来た少年。日本初の打ち上げロケットと宇宙船が衝突して不時着し、記憶を失ったところを旗たちが発見して保護される。少年探偵グループと仲良くなり、「大空太郎」の名をもらう。とくに超能力はない。
山本長官 - 細川直也
防衛軍長官。地底人に「人間改造機」で洗脳され、太郎をスパイ容疑で逮捕させようとする。
増田博士 - 浜田格
地底人の「人間改造機」に対抗し、洗脳を解く機械を作った科学者。
アリア国元首 - 植田貞光
ロンド国元首ともども地底人に洗脳され、地球連邦会議場で互いに非難し合い、テレビ中継の場で醜い争いを繰り広げる。
ロンド国元首 - 潮健児
アリア国元首と取っ組み合いの喧嘩まで演じてしまう。地球連邦会議場に現れたナショナルキッドが持ち込んだ増田博士の機械で洗脳を解かれ、和解した。

### 第4部「謎の宇宙少年」第六回 - 最終回
浜野崎灯台沿岸に不思議な竜巻や地崩れが起こる。それはザロック人の操る透明怪獣ギャプラの仕業だった。数の少ないザロック人はギャプラを使い、生存可能な地球の侵略を企て、武力で調印を迫る。ナショナルキッドはギャプラの弱点が眼であると見破った。透明怪獣の設定は、急遽、第六回以降の制作が決まり、ヌイグルミの制作が間に合わなかったためである。
宇宙少年（大空太郎） - 松川清
帰還途中ザロック人の円盤とすれ違い、「地球が心配になった」と云って再び旗たちのもとに帰ってくる。怪現象がギャプラの仕業と見破った。鶏卵型の円盤をザロックに奪われ、地球上では10日ほどしか生存できないため瀕死の危険にさらされる。
ザロック人
沼地ばかりでじめじめしたザロック遊星に住む宇宙の嫌われ者。魚のような生臭い匂いをしている。反乱の罪で宇宙を追われ、第二の地として全宇宙で最も科学の遅れた地球を奪いに来た遊星人。黒い軍服を着用し、鳥の嘴のように尖った付け鼻が特徴。「ギャプラ」という怪獣を操る。湖底に円盤を潜ませ、水陸両用車で往復する。最終回でギャプラを倒され逃亡するが、太郎の円盤によって撃墜された。
カラビアン将軍（ザロック人） - 松山浩二
地球侵略をたくらむザロック人の指導者で、物腰は柔らかい。
グレーテ - 月村圭子（ザロック人）
カラビアンの側近。看護婦に化けて川熊博士を誘拐する。
コルセン参謀（ザロック人） - 片山滉
当初川熊博士に化けていた。弱腰のカラビアン将軍を焚きつけ地球攻撃を主導する。ギャプラを「ギャブラ」と呼んでいる。
川熊博士 - ピエール瀬川
右眼を黒い眼帯で覆った宇宙動物学の権威。3、4日前にドイツから帰国し、浜野崎灯台のそばの別荘に住んでいる。ザロック人に拉致される。
山岡博士 - 北峰有二
宇宙生物学の権威。川熊博士の弟子でギャプラの研究家。ザロック人に拉致され、ギャプラを操る方法を教えてしまう。
ギャプラ
ザロック遊星に棲む人間大の宇宙怪獣。ザロック人が巨大化し、透明にして連れてきた。地球では環境の変化に耐えるため原始的な脳のような形状になってしまうので、カプセルやトランクなどにしまわれているが、海水に浸ると獰猛になり活力を回復し、透明状態で暴れまわる。第九話でついに姿を現し、東京を襲って大暴れする。ギャプラが最終回まで姿を現さないのは、ぬいぐるみの制作が遅れたため。
永野博士が川熊博士とともに「放射線Z銃」を開発。キッドがこれをギャプラの眼に照射すると解け始め、炎とともに消滅した。

## スタッフ
- 企画：佐藤正道、野坂和馬、中井義
- 原作：貴瀬川実（第一部 - 第三部）、海野十三（第三部）、宮川一郎（第四部）
- 脚本：谷井敬（第一部、第二部）、赤坂長義（第三部、第四部）
- 撮影：大島国正
- 照明：吉田一夫、石垣敏雄
- 美術：鳥居塚誠一、片桐清至
- 録音：大家忠男
- 編集：成島一城
- 助監督：永野靖忠、山口大二
- 衣裳：八木一郎
- 美粧結髪：香取美和子、中峰香代子
- 美術助手：片桐清至
- 記録：板倉艶子、奈賀愛子
- 効果：山田富三郎、木村哲人
- 擬斗：日尾孝司、明石淳一
- 音楽担当：深沢康雄
- 装置：古和田喜一
- 装飾：綱川年、松本義治、佐々木丸正
- 進行：中田春雄、片桐康夫
- 撮影助手：佐藤和夫
- 照明助手：斉藤久
- 録音助手：木村哲人
- 美術助手：有隅徳重
- 特撮監督：小池淳、山口大二
- 特殊撮影：木村省吾、常田弘之
- 特殊照明：石垣敏雄、百沢寿雄
- 特殊美術：成田亨、吹野志雄、土屋啓司
- 特殊操演：前橋和夫、鉙川明
- 特殊記録：小橋菜菜
- 特殊進行：東条あきら、広田茂穂
- 監督：赤坂長義（第一部）、小池淳（第二部 - 第四部 一-五回）、渡辺成男（第四部 六-九回）

## 主題歌
- 「ナショナルキッドの歌」
  - 作詞：大貫正義
  - 作曲：佐野雅美
  - 歌：ビクター児童合唱団

## 各話リスト
全4部、39話が放送された。

### 第1部：「インカ族の来襲」（全13回）
1. 第一回 謎の円盤来襲(60.8/4)
2. 第二回 ダブルZの恐怖(8/11)
3. 第三回 大都会の戦慄(8/18)
4. 第四回 恐怖の頭脳改造(8/25)
5. 第五回 アヴィカの復讐(9/1)
6. 第六回 危うしナショナルキッド(9/8)
7. 第七回 ウラトン石の怪火(9/15)
8. 第八回 スカウの恐るべき来襲(9/22)
9. 第九回 一日だけの休日(9/29)
10. 第十回 ペタルニヤSを探がせ(10/6)
11. 第十一回 火焔銃α(10/13)
12. 第十二回 円盤総攻撃(10/20)
13. 第十三回 宇宙大戦争(10/27)

### 第2部：「海底魔王ネルコン」（全9回）
1. 第一回 深海観測艇バチスカーフの遭難(11/3)
2. 第二回 怪魚シーラカンスの謎(11/10)
3. 第三回 真田博士の正体(11/17)
4. 第四回 大臣襲撃計画(11/24)
5. 第五回 尚子の死刑台(12/1)
6. 第六回 旗竜作の危機(12/8)
7. 第七回 太平洋標流記(12/15)
8. 第八回 呪いの幽霊船(12/22)
9. 第九回 海底火山大爆発(12/29)

### 第3部：「地底魔城」（全8回）
1. 地底魔城 第一回(61.1/5)
2. 地底魔城 第二回(1/12)
3. 地底魔城 第三回(1/19)
4. 地底魔城 第四回(1/26)
5. 地底魔城 第五回(2/2)
6. 地底魔城 第六回(2/9)
7. 地底魔城 第七回(2/16)
8. 地底魔城 第八回(2/23)

### 第4部：「謎の宇宙少年」（全9回）
1. 謎の宇宙少年 第一回(3/2)
2. 謎の宇宙少年 第二回(3/9)
3. 謎の宇宙少年 第三回(3/16)
4. 謎の宇宙少年 第四回(3/23)
5. 謎の宇宙少年 第五回(3/30)
6. 謎の宇宙少年 第六回(4/6)
7. 謎の宇宙少年 第七回(4/13)
8. 謎の宇宙少年 第八回(4/20)
9. 謎の宇宙少年 第九回(4/27)

## 漫画連載
- 『ぼくら』（講談社）

放送に合わせ、一峰大二による漫画が連載された。

## 番宣企画
- 本放送当時、番組スポンサーの松下電器産業が番組宣伝用に、主題歌を収録したソノシート「世紀の英雄 ナショナルキッド」[8]を景品配布した。
- また電気店でナショナルの電球を買うと、ナショナルキッドのメダル（プラスチック製）[9]がおまけに付いたほか、本来のナショナルのマスコット「ナショナル坊や」がキッドに扮したノベルティグッズも用意された。

## 映像ソフト化
- 1980年代に第1部から第4部の総集編を収録したビデオ全4巻が発売されている。
- オープニング映像は2002年5月21日発売の『東映TV特撮主題歌大全集 Vol.1』のDVDに収録されている。
- 2015年5月13日に東映ビデオよりデジタルリマスター版のDVD-BOXが発売された。
- ブラジルでは公式にDVDソフトが発売されている。

## 放送局
- 放送当時、●=NETテレビ（現：テレビ朝日）系列、△=TBS系列、■=日本テレビ系列、☆=フジテレビ系列。

- 関東圏 - 日本教育テレビ（現：テレビ朝日）●
- 北海道 - 北海道放送△：日曜 11:00 - 11:30[10]
- 青森県 - 青森放送■
- 秋田県 - 秋田放送■
- 岩手県 - 岩手放送（現：IBC岩手放送）△
- 山形県 - 山形放送■
- 宮城県 - 東北放送△ ：日曜 8:30 - 9:00（1960年8月 - 9月）→ 金曜 17:45 - 18:15（1960年10月 - 1961年1月6日）→　木曜 18:15 - 18:45（1961年1月12日 - 4月27日）[11]
- 福島県 - 福島テレビ■：月曜 - 土曜 17:15 - 17:45（1964年7月から8月に放送。1960年当時は未開局）[12]
- 新潟県 - 新潟放送△：土曜 17:45 - 18:15（第三部まで） →　木曜 18:15 - 18:45（第四部） [13]
- 長野県 - 信越放送△
- 山梨県 - 山梨放送■
- 富山県 - 北日本放送■：日曜 8:30 - 9:00[14]
- 石川県 - 北陸放送△
- 福井県 - 福井放送■
- 静岡県 - 静岡放送△
- 中京圏 - 中部日本放送（現：CBCテレビ）△
- 関西圏 - 毎日放送●（当時）
- 鳥取県 - 日本海テレビ■●☆
- 岡山県 - 山陽放送（現：RSK山陽放送）△
- 広島県 - ラジオ中国（現：中国放送）△
- 島根県 - 山陰放送△

- 山口県 - 山口放送■
- 徳島県 - 四国放送■
- 香川県 - 西日本放送■
- 愛媛県 - 南海放送■
- 高知県 - 高知放送■
- 福岡県 - 九州朝日放送●☆
- 長崎県 - 長崎放送△
- 熊本県 - 熊本放送△
- 大分県 - 大分放送△
- 宮崎県 - 宮崎放送△（1960年10月から）
- 鹿児島県 - 南日本放送△
- 沖縄県 - 沖縄テレビ☆

## 再放送
2007年10月から2008年2月まで、東映チャンネルの『GO!GO!ヒーローズ』にて全4部がニューマスター版で再放送された。本編前には原版劣化についてのお詫びテロップが流れたほか、一部のエピソードは劣化部分を編集して放送した。

## ネット配信
- 東映特撮YouTube Official… - 2022年8月15日より オープニングにおける当時の提供クレジットもそのまま流れているが、エンディングや予告はないため本編終了と同時に配信も終了。第7話は原盤劣化のため16分のみ、オープニングもない状態での配信となった。